# ベルアイル
『ベルアイル』（BelleIsle）は、ヘッドロックが開発し、VerXが運営していた、日本国産のMMORPG。

## 概要
元々は2005年度内に正式サービスを予定していたが、完成度を高めるため10か月間にわたり開発を延長、翌2006年2月14日から新・クローズドベータテスト・第2フェイズを実施。戦闘面等の改善はあまり見られなかったものの、グラフィックの向上及びアイテムの増加、マップエリアの拡大など、さらにコンテンツを増やした。同年4月27日からのオープンベータストを経て、同年5月25日に月額課金制で正式スタートした。
2007年2月28日からは、基本プレイ無料のアイテム課金制に移行。2008年4月2日、BB Gamesからベクターへ移管。2012年8月31日22時をもってサービス終了した。

### クローズドベータテスト版と正式版の違い
- クローズドベータテスト版では空腹ペナルティが非常に重かったが、正式版では移動速度や成長速度の低下程度に修正された。
- 「解体」「鑑定」「偵察」「探索」などスキルの廃止。
- 5つほどのマップに分かれていた街が、1つのマップに統合された。
- 現実世界の生物に近いデザインだったモンスターは、デフォルメされテクスチャの質が統一された。
- 装備品はテクスチャがより細密に描き込まれた。
- シーリングジェム、ボールシップ、ナグー、教会の観光など、交通手段が多数追加された。

### 「地上世界」エピックタスク
全15回のアップデートから成るメインシナリオクエスト。2007年8月より配信が始まり、第12回まで公開（2009年10月時点）。ドワーフの依頼をきっかけに世界樹内のダンジョンを探検し、地上世界を目指す。

### 中国版
『樹世界』のタイトルで中国で先行配給された。運営はスクウェア・エニックス。日本版『ベルアイル』とは若干仕様が異なる。また、日本では未発表の設定やスタッフが、中国では公式発表されている。

## 特徴
『ウルティマオンライン』や『Master of Epic』等と同様、スキル制を採用している。また上記2作品よりも時間の概念を重視したシステムを採用している。季節によって景色、収穫物、NPCのセリフなどが変化し、キャラクターは年月が経つにつれて、幼年期、少年期、青年期、壮年期、老年期へと外見が変化する。
そしてこのゲームで最も特徴的なのが「継承システム」である。他プレイヤーと結婚して子供をもうけたり、養子をもらうことができ、その子供をプレイヤーキャラクターとして操作することもできる。キャラクターは世代を重ねることで能力面でも強化されていく。
MMORPGでありながらメインストーリーがあり、進行状況に応じてGMイベント、ダンジョンの開放、エリアボスの追加、配置変更などが行われる。

## スタッフ
【】内は中国版で発表されたが、日本国内では未発表の情報。
- 企画 - 株式会社オーアールジー（トレーディングカードゲーム、書籍メーカー）
- プランナー - 中澤光博（オーアールジー）
- 開発 - 株式会社ヘッドロック
- プロデューサー - 柿添尚弘【柴貴正】
- ディレクター - 楢和隆
- 音楽 - 岡部啓一【植松伸夫】
- コンセプトアート - 末弥純
- 主題歌&イメージキャラクター Sound Horizon（Revo）

## イベントとゲームマスター
チーム「Trinity」
- 栗原哲率いるゲームマスター（以後GM）チーム。旧11-UP運営作品『ベルアイル』と『三國無双BB』でGMを務め、両作品移管後も継続して運営にあたる。

突発イベント
- 公式サイトでは告知されないGMイベントで、数日に1回程度のペースで開催される。三国の近くにデモニカが出現するだけのセリフの無いイベントもあり、5人以上のGMが駆けつける大規模なものもある。

奪還作戦シリーズ
- 2008年5月5日よりスタートした、ガッシーニVIII世とカロッシィの戦いを描く連続したGMイベントシリーズ。イベントの進行具合にあわせ、デモニカ系モンスターの出現エリア変更が行われるため、ゲームバランスに非常に大きな影響を与えるイベントである。また年月の経過によりGMの外見が成長する。2008年11月22日のイベントでガッシーニVIII世とカロッシィは戦死し、2009年1月22日以降はその子供、ガッシーニIX世とヒンシィが活躍している。

BAK（ベルアイルの明日を考える会）
GMミナミノ監督主催。全3回。エキストラとして監督の映画撮影会に参加できる。完成した動画は公式サイト右上やBAK特設ページなどで配信された。

## ゲームシステム

### スキル制
完全スキル制とは
- 戦闘、素材の採取、生産など、あらゆる行動がキャラクターの成長につながるシステムを「スキル制」、そのうち、LVの概念が存在しないものを特に区別して「完全スキル制」と呼ぶ。スキル上限が決まっているため、LV制の作品に比べて個性的なキャラクターが作りやすく、後発プレイヤーでもベテランプレイヤーと互角に戦う事ができる。しかし、アップデート時にゲームバランスを取るのが非常に難しく、採用している作品は少ない。日本で正式サービス中の完全スキル制MMORPGは『ウルティマオンライン』、『Master of Epic』、『ベルアイル』の三作品のみである。

『ベルアイル』のスキルシステム概要
- 育成可能な「ステータス値」「一次スキル」と、習得技「二次スキル」に分かれる。ステータス、一次スキルとも合計上限に達すると、不要な数値を下げることで必要な数値を上げることができる。ゲーム開始時点でのステータス、一次スキルの上限及び合計値は一定だが、後述する「継承」によってプレイヤーの個性がより明確に出るようになる。

ステータス（能力値）
- ステータスは肉体的な特性を表し、「STR（力強さ）」 「DEX（器用さ）」 「AGI（素早さ）」 「VIT（生命力）」 「INT（知性）」 「LUC（運）」 の6種類に数値を割り振る。ステータスの成長は（現実世界での）1日の上限が決まっていて、それ以上に成長することはない。ただしステータス成長がない日があると、その数値はある程度までは累積され、翌日以降成長する。
- 第一世代ではステータスの合計最大値は250、各ステータスの上限は100であるが、一度の継承でステータス合計値が+5、任意のステータス一つの上限値も同様に+5される。各ステータスの拡張は120まで、合計値の拡張は2008年10月現在、290（9世代目）まで行うことができる。ただし、装備により各ステータスは上限値を無視して150までなら増やすことができ、合計値にも制限は無い。
- なお「継承」を行うと、最も高いステータス1つのみが引き継がれ、それ以外は最低値に戻る。

一次スキル
- さまざまな技術の熟練度を指し、その技術に対応する行動を繰り返すことで成長していく。ほとんどの行動はこの一次スキルを基準に判定が行われ、この成長度合いによって成功率や効果が増減する。
- 各スキルは値が20%成長するごとに「スキルランク」と呼ばれるランクが上がる。一度スキルを下げても再び同じスキルを上げ直す際に、このスキルランクがあればランクに対応した値までは容易に上げ直すことができる。なお、このスキルランクは「継承」によって無くなることはなく、次の世代に引き継がれる。
- 一つのスキルの上限値は100%、ステータスと同様に「継承」を繰り返す事で任意のスキルを5%ずつ、最大120%まで拡張可能。また「奥義書」及び「秘伝書」というアイテムを使用することで130%まで拡張ができる（が、継承時には120%に下げられる）。ステータスとは違い、一次スキルの合計値は継承による拡張がなく、何世代経過しても合計値は600%である。ただしステータスと同じくスキルを上昇させる装備も多数存在するため、最終的には600%を超える。しかしステータスと違い、装備による修正を加えても上限値を無視することはできない。
- 装備品にはスキル補正ボーナスを持つものがあり、浮いたスキルポイントを別系統のスキルに振り分けることでより万能なキャラクターを作れる。最高性能の装備は国家ランクや魂片などを要するため、ベテランプレイヤーの目標ともなる。
- なお「継承」の際には最も高い一次スキル2つが引き継がれ、それ以外は0に戻る。

二次スキル
- 一次スキル及びステータス値が条件を満たすと習得できる特殊技能。連続攻撃、毒攻撃といった必殺技的なものから、MP消費軽減などの戦闘補助になるもの、野営などフィールド活動の役に立つものなど多岐にわたる。
- 二次スキルはスキルゲージを消耗する「アクティブスキル」、消耗しない「パッシブスキル」があり、いずれも「アクティブウィンドウ」と呼ばれるボックスにセットすることで使用準備ができる。さまざまな行動によって増加するスキルゲージを必要量溜めることで使用可能となる。最初にアクティブウィンドウとスキルゲージの最大値が3ボックスあるが、スキルの合計値の上昇と共に最大2ボックス増える。
- 「継承」ごとに6世代目までは初期値が1ボックス増えるため、最大で10ボックスまで増やすことが可能。二次スキルそのものは継承されることはないが、継承したステータスと一次スキルに対応したスキルは継承直後から習得している。

装備品によるスキル補正
- プレイヤー自身の一次スキル合計600上限とは別に、装備することで一時的にスキルを高められる装備品がある。多くは初心者向けの装備品だが、後述の「アーティファクト」や、国家ランクが装備条件になっているものなど、性能とスキル補正を両立した装備品も存在する。
- 装備品に合わせて一次スキルを下げ、浮いた分を別系統の一次スキルに回す事で、より万能なキャラクターを目指すことができる。ただし装備や魔法の使用に必要な条件スキルと条件ステータスは、素で満たす必要がある。
- 世代交代を繰り返すごとに、装備できるアーティファクトの数もスキルの上限も拡張されるため、最強構成は世代ごとに変動していく。それに合わせてスキル・ステータスの調整目標を考えるのが、他のスキル制作品には無い『ベルアイル』だけの醍醐味である。
- なお、完成したキャラクターでも、防具の装備条件を満たすために少年期～壮年期を保たねばならず、化粧筆などの外見変更アイテムを使っても老年期から変動しなくなってしまったキャラクターは、カード「若かりし日」を使うか、継承を行う必要がある。

### 戦闘
戦闘で使われる武器・魔術スキルは、大まかに戦闘スキルとして分類されている。
武器戦闘
- 基本的には攻撃するモンスターを選択して、一定距離に近づくとオートで攻撃するが、それに二次スキルを絡めることで多彩な戦闘を行うことができる。攻撃力は武器の攻撃力、一次スキルの高さ、ステータスのSTRによって決定される。
- 一次スキルは、武器を扱うための「剣攻撃」「斧攻撃」「槍攻撃」「槌攻撃」「弓攻撃」「格闘」と、防御を行うための「盾防御」「両手受け」（両手用武器で防御）、身に着けられる防具の限界を決める「防御」がある。攻撃するには敵に近づく必要があるため、防御性が非常に重視される。
- それぞれの武器には攻撃速度や攻撃力の違いや、得意あるいは不得意とする系統のモンスターがあり、一概には優劣を決めることができない。また、武器ごとに身につける二次スキルに違いがあるが、一度習得した二次スキルは習得可能な一次スキルとは別の武器でも使用できる。ただし弓だけは例外で使用できないスキルが多い。武器や防具は攻撃をしたり受けたりすることで損耗するが修理することができる。
- 近接系のスキルは、防御系のスキル上げと金策目的の雑魚モンスター乱獲に向く反面、世代を重ねてスキル・ステータス・装備すべてが完成されたキャラクターにならなければ、壁となりパーティメンバーをかばう、いわゆる「タンク」をボス戦でつとめるのは不可能である。

魔術
- 『ベルアイル』における魔術は「真言魔術」と呼ばれ、魔術書から魔術触媒紙に真言を書き写すことで効果を発揮する。この設定から、魔術を使用する際にタイピングで正確に真言を打ち込むことによって、通常よりも早く魔術を発動させることができるのが特徴である。
- 呪文名は日本語表記だが、タイピングする真言はアルファベットを使用。真言の綴りは毎回同じだが、マクロ防止のためか大文字と小文字が毎回変わる。また、同じく設定から魔術を使用するためには「魔術書」「ペン」「魔術触媒紙」の三つを装備する必要がある。魔術書は消耗することはないが、ペンは武器防具と同じように損耗し、触媒紙は魔術を使用するごとに1枚消費される。
- 一次スキルは7つの属性魔術と、「魔術抵抗（対攻撃）」「魔術抵抗（対付与）」の対魔術防御スキルが魔術スキルに分類され、各属性は「真言魔術（地）」のように表記され、地、氷、炎、風、光、闇、時の7つの属性が存在する。二次スキルはMPや触媒紙の消費を抑えたり、発動の効果を高めたりするものや、武器や敵の属性を変化させるものが多い。
- 『ベルアイル』の世界において、魔術は単純な打撃力においては武器に劣ることが多いものの、武器に強く魔術に弱いモンスターや、武器戦闘が強いだけでは手に負えないモンスターを相手にする場合、魔術師の存在は重要である。回復魔法、ワープなどの有用な補助技を目当てに、物理型や生産型のプレイヤーでもある程度は真言魔法を習得することが多い。メインの攻撃手段として運用するには、最低でも二次スキルの「重量軽減」「魔力回復」「難易度軽減」を同時にセットする必要がある。
- 初代キャラクターではスキルスロットが足りないので、真言使いに向くのは二代目以降のキャラクターである。また、魔術書の装備条件がINTであるため、真言スキルだけを振っても役立たずなキャラクターになってしまう。この点さえ注意すれば、防御性にこだわらなくても良いため、短期間・低コストで、ボス戦で役立つ実用的なキャラクターを作る事ができる。

その他
- 一次スキルとして、魔法や回復薬に頼らずに「休息」による回復量を増やす「HP回復」「MP回復」、スキルゲージの増加量を増やす「奥義」が存在する。また二次スキルでも戦闘を補助するスキルが存在する。

### 生産
生産スキルは大きく分けて、採取のための一次生産、加工のための二次生産がある。それぞれ専用の道具を使い、さまざまなアイテムを作り出す。
一次生産
- 鉱石を掘り出す「採掘」、木材を切り取る「伐採」、木になる果物を採る「農業」、ハーブや野菜を摘む「植物採取」があり、採取したものを二次生産者に供給する。フィールド上に点在する採取ポイントから、それぞれの専門になる素材を採取する。採取アイテムが壊れるか採取物が涸れるまで自動で行われるため、公式BOTとも呼ばれる。

二次生産
- 戦闘に使われるアイテムのかなりの部分が二次生産によって作り出されるアイテムである。一次スキルの「武具作成」「鎧作成」「雑貨作成」「裁縫」「調理」「調薬」「宝石細工」「巻物作成」が二次生産に分類される。それぞれのスキルは「工房」などで手に入るレシピを元に作成を行い、レシピを持たないアイテムは製造することはできない。
- 二次生産品は大半はハイクオリティ（HQ）、ノーマルクオリティ（無印、もしくはNQ）、ロウクオリティ（LQ）が出来、HQであれば、威力、効果が高い、重量が軽い、などの特典がつき、LQであればその逆になる。また、装備品にはジェムスロットといわれる、装備の性能拡張の穴が開く。これの形や多寡によっても装備品の価値が変わる。

### 仕官
アリアバート、カルガレオン、ボーダーのいずれかに仕官することで、結婚、養子、給料の支給、上位レシピの入手、上位装備の着用などの恩恵が得られる。また仕官していれば、継承時の年齢によっては、学校に通い訓練をすることで、継承によって下がった能力の成長を容易にすることができる。出奔することも可能だが、ゲーム1か月（現実1日）の間は再仕官できず国家ランクも最低に落ちる。しかし下記の発展とレシピの関係上、2次生産者は出奔と再仕官を繰り返すことも多い。
献上・発展
- 指定されたアイテムを国王に献上することで国家が発展・衰退する。またPC自身の国家ランクも上がる。地位は一部上級装備の使用条件となる。発展度に応じてNPCの販売商品が変化する。また工房で販売されるレシピにも発展度が影響する。ただし、国の発展という形であるため、献上しない者でも恩恵を受けられること、個人レベルでは発展は不可能なこと、さらにPCの国家ランクが下がることが無いことも合わせ、装備に必要な国家ランクを満たした者やレシピを揃えた者は、献上そのものを楽しむ意識が無ければ献上を行わなくなり、特にレシピに関してはベテランと初心者との差が出る。

### 成長、継承
成長・老化
- キャラクターは、ゲーム内時間1年（=現実の8日）ごとに歳をとり、年齢に応じて容姿が変化する。ただしアイテム等で外見年齢を変える事は可能。新生児（操作不可）、幼年期、少年期、青年期、壮年期、老年期に分けられ、年齢に応じて、装備、通学、飲酒、結婚などの制限がある。装備のみは外見年齢で制限が決まり、他は実年齢で決まる。

結婚・育児
- 青年期以降のキャラクターは異性と結婚し、子供を作ることができる。子供は必ず双子で性別の選択も可能。結婚相手がいない場合でも養子をもらうことができる。ただし養子をもらうと結婚は不可能になる。実子と養子に能力的な違いはないが、実子の方がより多くの「魂片」を得られる。「魂片」とは強力なアイテムである「アーティファクト」の材料で、先祖伝来の家宝を作るためのシステムである。一方で、養子は親の妊娠期間がないぶん早く継承できる。なお妊娠中の女性キャラクターにも行動制限などは一切ない。

継承
- 現在操作しているキャラクターから、子供へ魂を移し変える儀式。継承により、ステータスの合計値及びスキルとステータスの上限が上昇する。継承を行うと継承元キャラクターは死亡し、ベルアイルの世界から消滅する。詳細は「#バースカース」を参照。

### ガーディアン
所有者をサポートする自立行動型の生命体。所有者と行動することで戦闘型、魔法型、生産型などに進化する。魔術と同じように属性があるが、風、光、時の属性のガーディアンは未実装。属性によって得意、不得意があり、進化もある程度制限される。一体までなら無料で所有することができるが、複数所有するには課金する必要がある。また課金アイテムである「ルーンカード」を装備することで特殊な能力を使用できる。
ガーディアンを呼び出すには「GP」というポイントを消費する。NPCからガーディアンをもらうと、現実世界の1日ごとに20ポイントのGPが支給される。足りない分は「破霊の司祭」にリーフを払うか、ルーンカード「増幅する魔素」で補う。

### PvP
対人要素は模擬戦と呼ばれるデスペナルティなしの対人機能に限られる。模擬戦でも特に1対1の場合はワンサイドゲームになりやすい。再設計期間中に国家間戦争の提案が出ていたが、実装予定の発表はない（2008年10月時点）。

## 世界観設定

### 地上世界
かつて人間族、エルフ族、巨人族など7種族が平和に暮らしていたが、デモニカの襲撃「千年戦争」によって文明が失われ、荒廃してしまった。『ベルアイル』のキャラクター達は種族を超えて協力し、地上世界を取り戻そうとしている。

### 樹上大陸ベルアイル
生き延びた人々が移住先とした樹上大陸。「世界樹のルーン」と、エルフの族長の瞑想により支えられている。強力な結界によりデモニカの侵攻を阻んでいたが綻び始め、デモニカの侵攻やモンスターの凶暴化などの問題が起きている。

### 7種族
本作には7つのパンテオン（派閥）に属する49柱の神々が作った、7種類の種族が登場する。そのうちプレイヤーキャラクターとして操作できるのは人間のみ。種族によって事情や価値観は異なるものの「デモニカを退け、地上世界を奪還したい」という共通の目的のために協力している。
巨人
- ゲームでも設定上は存在するが、登場はコミック版のみ。エルフと共に地上世界を統治していた、ルーンの扱いに長けた種族。

エルフ
- 主要人物：ウキョウ、族長
- 巨人族と共に地上世界を統治していた種族。高い魔力と長い寿命を持つ。7人の族長が世界樹の内部で瞑想し「樹上世界」を支え続けている。コミック版では樹上に逃げた人間族を臆病者と評価している。現実世界の日本に近い服飾文化を持つ。例えばエルフの鎧のレプリカ「エルヴン装備」は和風の鎧兜に近い形状をしている。浴衣や巫女装束もエルフの民族衣装として登場している。

人間
- 主要人物：プレイヤーキャラクター、大部分のNPC。
- 元々は全員が「アリアバート」の国民であったが、開拓の前線にいた南方騎士団が「カルガレオン」、カルガレオン出身の竜退治の英雄が「ボーダー」を建国した。かつては争った時代もあったが「デモニカ」という共通の敵が現れたため、現在は協力関係にある。

ドワーフ
- 主要人物：ロックボム、ドワーフの使者、世界樹ダンジョン内NPCなど。
- 小柄で髭の生えた男の姿をしており、生産が得意。かつては人間と友好的な関係であった。ボーダー王の仲間「ロックボム」が竜を倒した際に呪いを受け、子供が生まれなくなってしまった（その場には人間と獣人もいたわけだが呪いは受けなかった）。しかもその呪いは全てのドワーフに影響するものであった。それ以降は人間との交流もなくなっていたが、近年になって世界樹の異変を伝え協力を仰ぐため、人間の街に使者が訪れた。

有角人
- 主要人物：ワイズ・ガルドなど
- 人間が栄えれば、人間に近い外見で賢く優しい性格になり、デモニカが栄えれば凶暴化してしまう、二面性を持つ種族。他種族に嫌われ迫害される事を恐れ、廃墟となった「旧アリアバート遺跡」に隠れ住んでいる。旧アリアバート遺跡内のモンスターは、有角人が侵入者を排除するために作り出した魔法生命体である。

獣人
- 未登場ではあるが、ボーダー王の仲間だった弓使いの「ダムウ」が知られている。人間とは友好的な関係らしい。

妖精
- 未登場ではあるが、ボーダー王と仲間たちが危機を救ったため、人間とは友好的な関係らしい。その際に「虹」の称号が送られ、ボーダー達は「虹の旅団」と呼ばれるようになった。カルガレオンの「レテ」が妖精に詳しい。

### デモニカ
蝙蝠の羽を持つ巨大な悪魔として描かれる。眷属アバグ（虫）を引き連れて、たびたびベルアイルを襲う。その正体が何なのか、どこから来たのか、本当の目的は何なのか、それらを知る者は「この世界」には一人もいない。

### バースカース
- ベルアイルの人々は、デモニカによって呪いをかけられている。どんなに歳をとっても「継承」を行うまで死ぬことができず、新生児は魂を持たずに生まれ「継承」を行わないと成長できない。

現在は、プレイヤーの家系は特殊な素質を持っているため、才能を子孫に伝える事ができるという設定に置き換わっている。

## ストーリー

### 黄金時代
数は少ないが、神々の特性を色濃く受け継いだ真実・友愛・忠実を象徴する優良種巨人族、極めて優秀な知能を持った沈着・勇敢・聡明を象徴するエルフが中心となり、世界には秩序が保たれていた。
巨人たちは世界を形づくる源である「力ある文字=ルーン」を操る術に長け、地上にあるすべての種族に分け隔てなくその力の恩恵を与えていた。彼らの庇護の下、各種族は独自の文明を発展させ、また交易を行うことで互いの文化を取り入れ、ますます栄えていった。

### 千年戦争
繁栄の時代を打ち壊したのは、突如として出現し侵略を開始した悪鬼「デモニカ」によるものだった。
彼らは、巨人族にも匹敵する体躯と未知なる魔法の力を用い、地上に存在するすべての文明を敵視するかのごとく、戦火を拡大させていった。デモニカたちとの長きにわたる戦いはいつしか千年戦争と呼ばれ、いつ果てるともなく続き、疲弊した文明は次第に衰退期に入っていった。

### 樹上大陸ベルアイルの誕生
デモニカの攻勢は強烈で、巨人族を除く多くの種族が、種存続の危機に立たされた。
一計を案じた巨人族は、彼らが発見した「世界樹」のルーンをエルフたちの力を借りて発動。世界樹によって、大陸ひとつを丸ごと持ち上げ、デモニカの侵略から守ろうという奇策に打って出た。7日7晩に及ぶ儀式は成功し、大陸を持ち上げるのに成功した。
これが、今回の冒険の舞台となる『ベルアイル』である。

## 三大国家
『ベルアイル』には三大国家が存在しており、それぞれの国家に特徴がある。キャラクターはいずれかの国家に任官することができる。結婚するには任官している必要がある。

### アリアバート
地上世界より様々な遺産を受け継ぐ最古の王国。かつて初代アムリタがプラーナ平原にアリアバートを建国するも、突如現れたデモニカの侵攻を受け、ハリドバール地方への遷都を余儀なくされる。魔術と文化の国と呼ばれ、歴史と伝統を重んじる風習がある。 国民性は極めて穏やかだが、他国の事件には無関心。
国家元首はアムリタ女王（10世）。代々アリアバートでは母系社会が構成されており、女性が国王として君臨している。 
国政を支える軍師ウキョウは、人前に姿を見せる唯一のエルフである。悪人ではないが手段を選ばないため敵の多いウキョウ（故に暗黒軍師と呼ばれている）と、国のNo.2がエルフなのが気に入らないが成り上がりの下級貴族も気に入らない上級貴族（初代女王から仕え続けているウキョウから見れば彼らも十分新参者だが）と、上級貴族に取って代わろうとする下級貴族との間で激しい政争が続いている。
魔術書による詠唱法を開発するなど、もっとも魔法技術の進んだ国家である。アリアバート国の独特な構造や各所に配置されたワープポイントなど、ところどころに進んだ技術がうかがい知れる。産業としては、魔法はもとより裁縫が特に発展している。

### ボーダー
英雄王ボーダーに統治されている自由な風潮の強い国。三か国の中で最も歴史の浅い国家である。
かつて都のあった地域は竜により支配される危険極まりない魔境であったが、いずこより現れた旅の戦士ボーダー1世が6人の仲間（人間4人とドワーフと獣人）を集め、竜を討ち取り、王となった。ボーダーは王になった後も、かつて自分を支えた商人や職人に対する恩を忘れなかった。ボーダーは商業の発展と様々な新技術の開発に惜しみもなく金を使い、短期間の間にカルガレオンやアリアバートに匹敵する国家に育て上げることに成功。
国内での王の人気は絶大で伝記や語録も出版されている（伝記は強化アイテムとして装備可能）ほか、国民は王の言葉を格言として多用する。また王を慕って多くの冒険者が都を訪れている。産業としては、鎧製作が特に発展している。PC人口が多く商業も盛ん。

### カルガレオン
武王カエサリウスが支配する軍事国家。元はアリアバートから派遣された南方の開拓者を守る兵士の一団だったが、デモニカ大侵攻の前にアリアバートが遷都を余儀なくされたときに独立し現在に至る。独立以来、アリアバートと戦争を繰り返してきたが、デモニカが襲来しその脅威に対抗するため、戦争の歴史に終止符が打たれた。
都の周りはオークとオーガに囲まれ、大変危険な土地だが、屈強な5つの騎士団によってその侵攻を撃退している。そうした土地柄から、力の強い者、戦士や騎士は無条件に尊敬と崇拝の対象とされる。
周囲の山岳地帯からは良質な金属が採れるため、腕のいい武具職人も多い。産業としては、武具製作が特に発達している。PCによる生産・献上活動が盛ん。

## 地域と歴史
ラージャン砂漠
- 約1000年前、樹上大陸ベルアイルができたばかりの時代に「神聖皇帝」の都があった地。神官の圧制により苦しめられた民を救うべく、アムリタ1世がプラーナに第二の都「アリアバート」を建国。両国間の戦争の結果、神聖皇帝の都は滅亡した。神聖皇帝が絶命した際、彼の持つルーンが暴走し「名を持たぬ獣」という怪物が呼び出された。アムリタ1世がこの怪物を倒すと、当時平原だったラージャンは力を失い、荒れ果てた砂漠となってしまった。 現在では遺跡「アフラーム」が残されている辺境の地である。
- 旧『ベルアイル』では、ラージャン砂漠に旧アリアバートがあったという設定だったが変更された。

プラーナ平原
- かつて「アリアバート」の都があった地。約500年前にデモニカの襲撃を受けた。南方騎士団はモノマキアの開拓に当たっていたため、当時の女王アムリタ9世が自らの命と引き換えに魔術でデモニカを撃退したが、そのために都は破壊されてしまった。廃墟となった旧アリアバート遺跡には現在、迫害を恐れた有角人が隠れ住んでいる。

ハリドバール高地
- 現在「アリアバート」の都がある地。約500年前、アムリタ10世の代にプラーナから遷都された。当時この地には先住民が住んでいて、アリアバート国民との戦争が起きたが、エルフの軍師ウキョウの計略により一掃された。以降、夜になると先住民のゾンビ「カースドアリア」が現れるようになった。

モノマキア平原、テーベ高地
- 約500年前、プラーナから派遣された「南方騎士団」がモノマキアの開拓に当たっていたが、遷都によって取り残されてしまったため、テーベ高地に新たな国家「カルガレオン」を建国した。オークの王「クラッシャー・ボア」を、自らを囮にして「時の止まった城」に閉じ込めた英雄アレクディウスの伝承が残っている。

オールドマンズ大湿地
- 現在「ボーダー」の都がある地。かつてはドラゴンが支配していた。カルガレオン出身のボーダーが中心となり結成された「虹の旅団」が全てのドラゴンを退治したが、リザーズエッグ奥地で最後のドラゴンを退治する際、ミレイ、ロックボム、ダムウの3名が命を落とした。

## テーマソング
- 「神々が愛した楽園～Belle Isle～」歌：RIKKI
- Sound Horizonとのタイアップ。同曲が収録されているMAXIシングル『少年は剣を…』にアイテムチケットが封入されており、ゲーム内で使用することで黒い剣を入手できる。また、一時期はゲーム内にSound HorizonのRevoがミッションNPCとして登場していた。曲名の「神々が愛した楽園」とはベルアイル大陸ではなく、地上世界を指す。
- 歌詞は『ベルアイル』の世界観設定資料に非常に忠実である。1番では地上世界が滅亡するまでと「継承」「アーティファクト」システムについて、2番では樹上世界の成り立ちとデモニカ襲撃の真相について歌われている。ゲームをプレイしているだけでは分からない物語の核心に迫る部分もある。

## 関連作品
ウェブコミック誌『FlexComixブラッド』において、2007年11月7日より漫画化作品が読み切りで掲載。タイトルは『ベルアイル アナザーストーリー』、作画は浅川圭司。